# Castanotherium suspectum
Castanotherium suspectum är en mångfotingart som beskrevs av Carl 1912. Castanotherium suspectum ingår i släktet Castanotherium och familjen Zephroniidae. Inga underarter finns listade i Catalogue of Life.